# Chrysitrix dodii
Chrysitrix dodii är en halvgräsart som beskrevs av Charles Baron Clarke. Chrysitrix dodii ingår i släktet Chrysitrix och familjen halvgräs. Inga underarter finns listade i Catalogue of Life.